# Vardenisbergen
Vardenisbergen (armeniska: Վարդենիսի լեռներ: Vardenisi lerner) är en bergskedja i Armenien. Den ligger i provinsen Gegharkunik, i den centrala delen av landet, 70 kilometer öster om huvudstaden Jerevan.
Trakten runt Vardenisbergen består i huvudsak av gräsmarker. Runt Vardenisbergen är det ganska glesbefolkat, med 36 invånare per kvadratkilometer.